# 佐々木春樺
佐々木 春樺（ささき はるか、2008年4月13日 - ）は、日本の子役、タレント。ワイケーエージェント所属。

## 出演

### テレビドラマ
- おふこうさん（2014年）
- 花子とアン（2014年）
- 64（ロクヨン）（2015年、NHK） - 雨宮翔子 役
- ど根性ガエル（2015年）
- 山のトムさん（2015年、WOWOW） - トシちゃん 役
- Chef〜三ツ星の給食〜（2016年） - 矢島晴夏 役
- 悦ちゃん（2017年）
- 快盗戦隊ルパンレンジャーVS警察戦隊パトレンジャー7話・33話（2018年、テレビ朝日） - 初美花（幼少）役
- 半分、青い。（2018年）

### Webドラマ
- コートダジュールN゜10 第7話「運動場」（2017年12月5日、Hulu） - 沢村陽菜 役[2]

### テレビ番組
- シャキーン!（2019年4月−2022年3月 、NHK Eテレ） - 歌鳴家はるか 役

### CM
- GPP「クロニタス」
- 日産自動車「体感技術の日産 セレナ スマート・ルームミラー」篇
- 日本マクドナルド ハッピーセット リラックマ「リラックマの世界へ」
- プリマハム「プリマヘルシー」
- 森永乳業「ビヒダス とろっとかけるプレーンヨーグルト」

## 楽曲

### シャキーン!ミュージック
- 「やわらか～い、ください」（2021年、岩見十夢と歌唱）
- 「はるかなる世界」（2020年）
- 「前のめリズム」（2021年）
- 「卒業～ここからはるかへ～」（2022年、シャキーン!卒業年度）
- 「終わる瞬間」（2022年3月、歴代MCと歌唱）
- 「シャキーン!の木」（2022年3月、歴代MCと歌唱）